# Tarmben
Tarmbenet, ofte kaldt hoftebenet (må dog ikke forvirres med det reele hofteben), er den største knogle i hoftebenet. Den er opdelt i corpus ossis illi og ala ossis illi, som tilsammen udgør det blad-formede tarmben.

## Struktur
De to 'dele' af tarmbenet er opdelt af to strukturer: Linea arcuata og facies auricularis ossis illi. Facies og endda også tuberositas iliaca betragtes i noglet materiale som del af corpus, hvilket vil sige at corpus overtager dorsalsiden af hoftekammen. I denne artikel betragtes linea arcuata og facies auricularis ossis illi som grænseområder og tuberositas iliaca som del af ala.
Facies auricularis ossis illi artikulerer med en tilsvarende knogleflade på korsbenet.

### Corpus ossis illi
Corpus af tarmbenet er, set fra siden, formet som en affladet rektangel med en skrå hældning. Den nederste ende er med til at danne acetabulum og den øverste ende fascies auricularis ossis illi på indersiden. Øverst er corpus på indersiden afgrænset af linea arcuata, en forhøjning der løber imellem mødestedet af de tre hofteknogler og fascies auricularis ossis illi. Nederst er rektanglen indad konveks og indskæringen der dannes her kaldes incisura ischiadica major.
Corpus danner forbindelse med nabohofteknoglen os ischii, sædebenet. Den udgør også halvdelen af forbindelsen til skambenet sammen med ala ossis illi.
Ingen muskler insererer på corpus ossis illi, men et enkelt ligament, ligamentum sacroiliacum posterius, har strøj der hæfter bl.a. til dorsal-enden af corpus.

### Ala ossis illi
Vingen af tarmbenet udgør langt størstedelen af knoglens overflade og indeholder talrige overfladeegenskaber, bl.a. for at kunne fungere ordentligt som sæde for de talrige muskler der insererer på denne.
Den frie overkant af ala betegnes crista iliaca, eller hoftekammen på dansk. Langs hoftekammen findes en række knoglefremspring. Forrest langs grænsen til skambenet er spina iliaca anterior inferior og lige superiort for denne er spina iliaca anterior superior. Bagtil findes den bagud-pegende spina iliaca posterior superior og under denne, ved dorsalenden af incisura ischiadica major, findes spina iliaca posterior inferior. Hoftekammen ender ved posterior inferior og ala overgår her til corpus. Lidt dorsalt for spina iliaca anterior superior, pegende lateralt ud fra kroppen på ydersiden af ala, findes desuden også tuberculum iliacum.

Den antero-mediale flade af ala er lateralt-konveks og kaldes fossa iliaca og den tilsvarende musculus iliacus har origo fra denne.
| Knoglepunkt                    | Muskler |
| ------------------------------ | --- |
| Spina iliaca anterior inferior | Musculus rectus femoris |
| Spina iliaca anterior superior | Musculus sartorius |
| Tuberositas iliaca             | Musculus iliocostalis lumborum |
| Fossa iliaca                   | Musculus iliacus |
| Lateralfladen af ala           | Den mellemste ballemuskel Musculus gluteus minimus |
| Hoftekammen                    | Gluteus maximus Musculus tensor fascia lata Musculus transversus abdominis Musculus obliquus internus abdominis Musculus latissimus dorsi Musculus obliquus externus abdominis (insertion) |

| Knoglepunkt                    | Ligament                                                |
| ------------------------------ | ------------------------------------------------------- |
| Spina iliaca anterior superior | Ligamentum inguinale                                    |
| Bagsiden af fossa iliaca       | Ligamentum iliolumbale Ligamentum sacroiliacum anterius |
| Tuberositas iliaca             | Ligamentum sacroiliacum posterius                       |

## Referrencer
1. ↑  Bojsen-Møller, Finn (2014). Bevægeapparatets Anatomi (13 udgave). Munksgaard. ISBN 978-87-628-0900-0.
2. ↑  "Human Anatomy Atlas 2020". Visible Body. 2020.